# عدانة (مسورة)

تعديل مصدري - تعديل

عدانة هي إحدى قرى عزلة دماج بمديرية مسورة التابعة لمحافظة البيضاء، بلغ تعداد سكانها 92 نسمة حسب تعداد اليمن لعام 2004.